# Selenops cocheleti
Espèce
Synonymes
- Selenops argentinus Tullgren, 1905
- Selenops aculeatus Mello-Leitão, 1941 nec Simon, 1901
- Selenops pantherinus Mello-Leitão, 1943
- Selenops columbianus Roewer, 1955

Selenops cocheleti est une espèce d'araignées aranéomorphes de la famille des Selenopidae.

## Distribution
Cette espèce se rencontre du Panama à l'Argentine.

## Description
La carapace du mâle mesure 5,5 mm de long sur 6,4 mm et celle de la femelle mesure 5,5 mm de long sur 6,3 mm.

## Étymologie
Cette espèce est nommée en l'honneur de Laurent Cochelet.

## Publication originale
- Simon, 1880 : Révision de la famille des Sparassidae (Arachnides). Actes de la Société Linnéenne de Bordeaux, vol. 34, p. 223-351 (texte intégral).